# Брюс, Александр, 2-й граф Кинкардин
Александр Брюс, 2-й граф Кинкардин (англ. Alexander Bruce, 2nd Earl of Kincardine, 1629—1681) — шотландский изобретатель, политик, судья и масон. Известен разработкой маятниковых часов в сотрудничестве с Х. Гюйгенсом.

## Биография
Младший сын Джорджа Брюса и Мэри Престон, дочери сэра Джона Престона. Внук сэра Джорджа Брюса из Карнока (1505—1565) и Маргарет Примроуз.
Его дед, сэр Джордж Брюс, накопив состояние в угольной промышленности и производстве соли, построил дворец Кулросс в Файфе в 1597 году.
В 1662 году после смерти своего старшего и бездетного брата, Эдварда Брюса, 1-го графа Кинкардина (с 1647), Александр Брюс унаследовал титул 2-го графа Кинкардина и 2-го лорда Брюса из Торри.
В 1659 году Александр женился на Веронике, сестре голландского государственного деятеля Корнелиса ван Арсенса ван Соммерсдейка и стал поставщиком мрамора для королевского дворца в Амстердаме. 20 июня 1667 года Александр Брюс был назначен казначеем Шотландии, и в том же году — судьёй Чрезвычайного суда Шотландии.
Александр Брюс был одним из 12 членов комитета, который в 1660 году учредил Лондонское королевское общество, и вёл обширную переписку с сэром Робертом Морэем, первым президентом Королевского общества и членом масонской ложи, как и Брюс. Эти письма являются в настоящее время основным источником биографической информации о Брюсе.

## Дети
- Леди Мэри Брюс, муж с 1681 года — Уильям Кокрейн, сын сэра Джона Кокрейна;
- Леди Энн Брюс, муж с 1684 года — сэр Дэвид Мюррей из Стэнхоупа, 2-й баронет;
- Леди Элизабет Брюс, муж с 1704 года — Джеймс Ботвелл (ум. 1749);
- Чарльз Брюс, лорд Брюс (1666—1680);
- Александр Брюс, 3-й граф Кинкардин (5 июня 1666 — 10 ноября 1705), унаследовал графский титул.